# Wolseley Ten
La Ten è un'autovettura di classe medio-inferiore prodotta dalla Wolseley dal 1920 al 1925, nel 1939, e dal 1945 al 1948.

## 1920-1925
La Ten prodotta dal 1920 al 1925 aveva montato un motore in linea a quattro cilindri e valvole in testa, da 1.260 cm³ di cilindrata.
Dal 1920 al 1922 la Ten ha ricoperto il ruolo di più piccolo modello Wolseley. Il suo posto venne preso in seguito dalla Seven. Nel 1925, questa prima Ten è stata sostituita dalla 11/22.

## 1939-1948
Nel Regno Unito, negli anni trenta, la classe di vetture da 10 cavalli fiscali era un'importante fascia di mercato. La Wolseley entrò in questo settore con la 10/40, che era basata sulla Morris Ten. Sia la Morris che la Wolseley facevano infatti parte della Nuffield Organisation, e pertanto i loro modelli condividevano molti componenti. La 10/40 fu tolta dal mercato nel 1937, e quindi nel febbraio del 1939 la Wolseley introdusse un nuovo modello, la Ten, che inizialmente era solo disponibile in versione berlina.
Anche la nuova Wolseley Ten era basata sulla Morris Ten, in particolar modo sulla Ten Serie M, ma con alcune differenze. Era diversa, per esempio, la struttura del telaio. Molti lamierati erano però in comune. Per limitare il peso, la Ten della Wolseley era più corta della Ten della Morris. Le sospensioni non erano indipendenti ed erano formate da balestre semiellittiche sulle quattro ruote. I freni erano idraulici a tamburo della Lockheed. Il motore, a quattro cilindri in linea, possedeva una cilindrata di 1.140 cm³ ed era leggermente più potente di quello della Morris Ten (40 hp contro 37 hp). Questo propulsore era a valvole in testa, mentre il cambio era manuale a quattro rapporti.
Dato che il modello era destinato a competere in una fascia di mercato relativamente lussuosa, la Ten venne dotata di interni in pelle, tappetini in pile ed inserti in noce. Anche i sedili erano imbottiti di un materiale speciale. Lo sterzo era regolabile sia in altezza che in profondità. Al momento del lancio, il prezzo di vendita era di 213 sterline, quindi 40 sterline in più della Morris Ten.
Nel giugno del 1939 alla berlina venne affiancata la versione cabriolet. Il prezzo di vendita era di 270 sterline, ma ne furono realizzati solo pochi esemplari.
Con lo scoppio della seconda guerra mondiale, la produzione di auto Wolseley si interruppe, e l'assemblaggio della Ten non fu un'eccezione. Dal 1939 all'inizio del 1941 (quando la produzione fu temporaneamente sospesa), ne vennero prodotti 5.261 esemplari.
La produzione riprese nel settembre del 1945, ma senza la versione cabriolet. Il prezzo salì a 474 sterline, e ciò fu parzialmente dovuto alle maggiori tasse. La Morris Ten costava invece 378 sterline. Il modello fu tolto definitivamente di produzione nel 1948, dopo 2.715 esemplari assemblati dopo la guerra. Ora il ruolo di Wolseley di piccole dimensioni venne assegnato alla 4/50. Quest'ultima possedeva però un motore da 1,5 L ed era più grande della Ten, e quindi non fu la vera vettura che sostituì il modello. Quando la Nuffield Organisation confluì nella BMC, questo settore di mercato fu infatti lasciato ai modelli Austin e Morris.